# Willkommia
Willkommia là một chi thực vật có hoa trong họ Hòa thảo (Poaceae).

## Loài
Chi Willkommia gồm các loài: